# Yrjö Selin
Armas Yrjö Selin, född 24 november 1894 i Vasa, död 18 januari 1965 i Helsingfors, var en finländsk cellist. Han var bror till Eero Selin. 
Selin var utbildad i Helsingfors och Paris. Han spelade 1914–1918 i orkestrar i Vasa, Helsingfors och Åbo samt verkade 1922–1934 som lärare och konserterande konstnär i Norge. Han undervisade från 1935 i cellospel vid Helsingfors konservatorium (från 1939 Sibelius-Akademin), från 1943 som professor. Han var från 1935 solocellist vid Helsingfors stadsorkester. Han var en cellovirtuos av hög klass; hans solorepertoar var synnerligen rik och sträckte sig från gammalitalienska mästare till det nyaste på området.